# Félnorma

A függvény félnorma az téren

A matematikában a félnorma egy abszolút homogén, szubadditív funkcionál. A félnorma általánosítja a norma fogalmát, lemondva a pozitív definitségről. A félnormák nemnegatívak, szimmetrikusak az előjel-változtatásra, szublineárisak és konvexek. Maradékosztály-képzéssel a félnormából egy hozzátartozó norma származtatható. Félnormák családjával lokálisan konvex terek definiálhatók. A lineáris algebra és a funkcionálanalízis foglalkozik félnormákkal.

## Definíció
Legyen {\displaystyle V} vektortér a {\displaystyle \mathbb {K} \in \{\mathbb {R} ,\mathbb {C} \}} test fölött; ekkor egy {\displaystyle p\colon V\to \mathbb {R} _{0}^{+}} leképezés félnorma a {\displaystyle V} vektortéren, ha abszolút homogén és szubadditív, ami azt jelenti, hogy minden {\displaystyle \lambda \in \mathbb {K} } skalárra és minden {\displaystyle x,\,y\in V} vektorra:
{\displaystyle p(\lambda x)=|\lambda |p(x)}   (abszolút homogenitás)
és
{\displaystyle p(x+y)\leq p(x)+p(y)}   (szubadditivitás),
ahol {\displaystyle |\cdot |} a skalár abszolútérték. 
Egy félnormával ellátott vektortér félnormált tér.

## Példák
- Minden norma félnorma is, ami még pozitív definit is.
- A  {\displaystyle p\equiv 0} nullfüggvény, ami minden vektorhoz 0-át rendel.
- Egy valós vagy komplex értékű lineáris leképezés abszolútértéke.
- Valós esetben minden pozitív definit szimmetrikus bilineáris forma, komplex esetben minden hermitikus szeszkvilineáris forma a {\displaystyle p(x):={\sqrt {(x,x)}}} mennyiségekkel félnormát indukál. Ez a Cauchy–Schwarz-egyenlőtlenségen múlik, amiből a szubadditivitás levezethető.
- Ha {\displaystyle X} topologikus tér, és {\displaystyle K\subset X} kompakt halmaz, akkor {\displaystyle \textstyle p_{K}(f):=\sup _{x\in K}|f(x)|} félnorma az {\displaystyle X\rightarrow \mathbb {C} } folytonos függvények terén. Ez azért teljesül, mert kompakt halmazon folytonos függvény korlátos, így szuprémuma véges.
- Egy vektortér {\displaystyle U} abszorbeáló, abszolút konvex részhalmazához definiált {\displaystyle p_{U}} Minkowski-funkcionál.
- Egy normált tér {\displaystyle X^{*}} duális terén definiált {\displaystyle p_{x}(\varphi )=|\varphi (x)|} félnorma minden {\displaystyle x\in X} és {\displaystyle \varphi \in X^{*}} esetén.
- A korlátos lineáris funkcionálok {\displaystyle {\mathfrak {L}}(X,Y)} halmazán {\displaystyle p_{x}(T)=\|Tx\|} ({\displaystyle x\in X}) és {\displaystyle p_{x,\psi }(T)=|\psi (Tx)|} ({\displaystyle x\in X,\psi \in Y^{*}})  félnormát definiál.

## Tulajdonságok
A {\displaystyle \lambda =0} helyettesítéssel azonnal kapjuk, hogy
{\displaystyle p(0)=0},
tehát a nullvektor félnormája nulla. A normától eltérően egy {\displaystyle x\neq 0} vektor félnormája is lehet nulla. Az {\displaystyle y=-x} helyettesítéssel és a szubadditivitásból vagy a háromszög-egyenlőtlenségből és az abszolút homogenitásból következik, hogy
{\displaystyle p(x)\geq 0}
minden {\displaystyle x\in V} vektorra. A {\displaystyle \lambda =-1} helyettesítéssel látszik, hogy szimmetrikus az előjelváltásra, vagyis
{\displaystyle p(x)=p(-x)}
és az {\displaystyle x-y+y} vektorokra alkalmazva a háromszög-egyenlőtlenséget következik a megfordított háromszög-egyenlőtlenség:
{\displaystyle |p(x)-p(y)|\leq p(x-y)}.
Továbbá a félnorma szublineáris, mivel az abszolút homogenitásból következik a pozitív homogenitás, és konvex is, mivel minden {\displaystyle 0\leq t\leq 1} valós számra
{\displaystyle p(tx+(1-t)y)\leq p(tx)+p((1-t)y)=tp(x)+(1-t)p(y)}.
Megfordítva, minden abszolút homogén konvex függvény szubadditív, így félnorma, ami látható a {\displaystyle t={\tfrac {1}{2}}} helyettesítéssel és {\displaystyle 2}-vel szorzással.

## Maradékosztály-képzés
Az abszolút homogenitásból és a szubadditivitásból következik, hogy a
{\displaystyle Z=\{x\in V\colon p(x)=0\}}
halmaz, azaz a nulla félnormájú vektorok halmaza altér {\displaystyle V}-ben. Emiatt definiálható a {\displaystyle V} vektortérben az
{\displaystyle x\sim y:\Longleftrightarrow x-y\in Z}
ekvivalenciareláció. Ennek az ekvivalenciarelációnak az osztályai alkotják a {\displaystyle {\tilde {V}}} vektorteret, ahol a {\displaystyle p} félnorma norma. Ez a módszer maradékosztály-képzés a félnormára, és {\displaystyle {\tilde {V}}} megegyezik a  {\displaystyle V/Z} faktortérrel. Ezt a konstrukciót használják például az Lp-tér konstrukciójánál.

## Félnormák családja
A funkcionálanalízisben a lokálisan konvex terek konstrukciójában többek között félnormák {\displaystyle (p_{i})_{i\in I}} családját is vizsgálják. Ezzel a kiindulási {\displaystyle V} vektortéren topológia definiálható, amivel topologikus teret kapunk. Ebben a topológiában egy {\displaystyle U\subset V} halmaz nyílt, ha minden {\displaystyle x\in U}-hoz van {\displaystyle \epsilon >0}, és véges sok {\displaystyle i_{1},\ldots ,i_{r}} index, hogy 
{\displaystyle p_{i_{j}}(y)<\epsilon ,\,j=1,\ldots ,r\Rightarrow x+y\in U}, minden {\displaystyle y\in V}-re.
Ebben az összefüggésben egy bizonyos szétválasztási tulajdonság külön érdeklődést kap. Félnormák egy {\displaystyle (p_{i})_{i\in I}} családja szétválasztó, ha minden {\displaystyle x\in V\setminus \{0\}}-hez van legalább egy {\displaystyle p_{i}} félnorma úgy, hogy {\displaystyle p_{i}(x)\neq 0}. Félnormák egy családja pontosan akkor szétválasztó, ha az így {\displaystyle V}-n definiált topológia Hausdorff. Egy ilyen topologikus tér lokálisan konvex.

## Gelfand egy tétele
Gelfand következőkben tárgyalt tétele egy 1936-os cikkében jelent meg.
Állítás: Adva legyen egy valós normált {\displaystyle (X,\|\cdot \|)} vektortér, és egy {\displaystyle p\colon X\to [0,+\infty ]} numerikus függvény, ami rendelkezik a félnorma fenti tulajdonságaival. Továbbá legyen {\displaystyle p} alulról félig folytonos, és legyen {\displaystyle X}-ben egy {\displaystyle K\subset X} második kategóriájú halmaz, úgy, hogy ha {\displaystyle x\in K}, akkor {\displaystyle p(x)<+\infty }.
Ekkor van egy {\displaystyle M>0} konstans úgy, hogy  {\displaystyle p(x)\leq M\,\|x\|} minden {\displaystyle x\in X}-re.

## Fordítás
Ez a szócikk részben vagy egészben  a   Halbnorm című német Wikipédia-szócikk fordításán alapul.  Az eredeti cikk szerkesztőit annak laptörténete sorolja fel. Ez a jelzés csupán a megfogalmazás eredetét és a szerzői jogokat jelzi, nem szolgál a cikkben szereplő információk forrásmegjelöléseként.